# Lunar IceCube
Lunar IceCubeは月の水氷の存在量と組成を特定・推定するために計画された超小型衛星。これらの水資源は将来の無人または有人探査での利用が見込まれている。Lunar IceCubeは2022年11月16日に打ち上げられたSLSロケットの初飛行、アルテミス1号に相乗りした。2022年11月18日、NASAのゴダード宇宙飛行センターはLunar IceCubeからの電波を受信したことを明らかにした。その後11月30日の段階では月周回軌道への投入に向け探査機との交信を繰り返し試みているとしていた。

## 搭載機器
Lunar IceCubeにはNASAのゴダード宇宙飛行センターが開発したBroadband InfraRed Compact High Resolution Exploration Spectrometer (BIRCHES)が搭載されている。BIRCHESは冥王星探査機ニュー・ホライズンズに搭載された揮発性物質探索用の分光計を小型化したものである。